# Тај Вест
Тај Вест (енгл. Ti West, 5. октобар 1980, Вилмингтон, Делавер) амерички је режисер, сценариста, филмски продуцент, кинематограф, монтажер и глумац, најпознатији по свом раду на хорор филмовима. Његова најзначајнија остварења су Ђавоља кућа (2009), Шапат духова (2011), V/H/S (2012), Света тајна (2013), X (2022) и Перл (2022). Као глумац се најчешће појављује или у филмовима које сам режира или у оним које режира његов колега Џо Свонберг. Поред Свонберга, Вест често сарађује са редитељем Адамом Вингардом и глумцем Еј Џејом Боуеном.
Вест је завршио Школу визелних уметности у Њујорку. Каријеру је започео 2001, режирањем два кратка филма, Плен и Опак. Исте године појавио се у јесењем издању часописа Teen People. Године 2015. примљен је у Фангоријину хорор кућу славних.

## Филмографија
| Година | Филм                               | Оригинални наслов | Редитељ | Сценариста | Продуцент | Монтажер | Глумац |
| ------ | ---------------------------------- | ----------------- | ------- | ---------- | --------- | -------- | ------ |
| 2005.  | Легло                              |                   | Да      | Да         | Не        | Да       | Да     |
| 2007.  | Човек окидач                       |                   | Да      | Да         | Да        | Да       | Не     |
| 2009.  | Ђавоља кућа                        |                   | Да      | Да         | Не        | Да       | Да     |
| 2009.  | Колиба страха 2: Пролећна грозница |                   | Да      | прича      | Не        | Не       | Не     |
| 2011.  | Ти си следећи                      |                   | Не      | Не         | Не        | Не       | Да     |
| 2011.  | Шапат духова                       |                   | Да      | Да         | Да        | Да       | Не     |
| 2011.  | Сребрни меци                       |                   | Не      | Не         | Не        | Не       | Да     |
| 2012.  | V/H/S: Други медени месец          |                   | Да      | Да         | Да        | Да       | Не     |
| 2013.  | Света тајна                        |                   | Да      | Да         | Да        | Да       | Не     |
| 2015.  | Врисак (епизода 9)                 |                   | Да      | Не         | Не        | Не       | Не     |
| 2016.  | Вејвард Пајнс (епизоде 14 и 20)    |                   | Да      | Не         | Не        | Не       | Не     |
| 2016.  | У долини насиља                    |                   | Да      | Да         | Да        | Да       | Не     |
| 2017.  | Истеривач ђавола (епизода 13)      |                   | Да      | Не         | Не        | Не       | Не     |
| 2022.  | X                                  |                   | Да      | Да         | Да        | Да       | Не     |
| 2022.  | Перл                               |                   | Да      | Да         | Да        | Да       | Не     |
| 2024.  | MaXXXine                           |                   | Да      | Да         | Да        | Да       | Не     |